# Axxis II
Axxis II (también conocido solamente como II) es el segundo álbum de estudio de la banda alemana de heavy metal Axxis y fue publicado en 1990 por EMI Electrola.  Fue relanzado en 2003 por la misma discográfica.

## Grabación y publicación
Después del lanzamiento de su primer álbum y del éxito que logró, la agrupación se decidió a lanzar este disco en 1990. El álbum fue grabado y mezclado en tres estudios distintos: Maarweg Studios de Colonia, Alemania; Powerplay Studios de Zúrich, Suiza y Wisseloord Studios de Hilversum, Países Bajos.
De este disco se publicaron cuatro canciones como sencillos: «Touch the Rainbow», «Hold You», «Ships are Sailing» y «The World is Looking in Their Eyes».  Ninguno consiguió entrar en los listados de Alemania.
Este álbum contiene una versión acústica del tema «Hold You», la cual fue escrita por el guitarrista Walter Pietsch.

## Recepción
Axxis II obtuvo un reconocimiento similar a su antecesor, pues logró posicionarse en las listas de popularidad alemanas, alcanzando el 32.º puesto en el mismo año.

## Lista de canciones
Todas las canciones fueron escritas por Walter Pietsch.

| Side one |                                      |          |  |
| N.º      | Título                               | Duración |  |
| 1.       | «The World is Looking in Their Eyes» | 4:07     |  |
| 2.       | «Save Me»                            | 4:05     |  |
| 3.       | «Touch the Rainbow»                  | 3:32     |  |
| 4.       | «Rolling like Thunder»               | 4:06     |  |
| 5.       | «Hold You»                           | 4:06     |  |
| 6.       | «Ships are Sailing»                  | 3:52     |  |
| 7.       | «Little Look Back»                   | 3:58     |  |
| 8.       | «Face to Face»                       | 5:22     |  |
| 9.       | «Get Down»                           | 3:22     |  |
| 10.      | «Gimme Back the Paradise»            | 3:36     |  |
| 11.      | «Hold You» (versión acústica)        | 4:08     |  |

## Créditos

### Axxis
- Bernhard Weiss — voz
- Harry Oellers — teclados
- Walter Pietsch — guitarra
- Werner Kleinhans — bajo
- Richard Michalski — batería

### Personal adicional
- Rolf Hanekamp — productor, ingeniero de audio y mezcla

## Posicionamiento
| Año  | País     | Lista                               | Posición máxima |
| ---- | -------- | ----------------------------------- | --------------- |
| 1990 | Alemania | Media Control Charts Top 100 Albums | 32.º            |